# Gouy-les-Groseillers
Gouy-les-Groseillers är en kommun i departementet Oise i regionen Hauts-de-France i norra Frankrike. Kommunen ligger i kantonen Breteuil som tillhör arrondissementet Clermont. År 2022 hade Gouy-les-Groseillers 15 invånare.

## Befolkningsutveckling
Antalet invånare i kommunen Gouy-les-Groseillers
| Referens: INSEE |